# Děnis Kapustin (atlet)
Děnis Viktorovič Kapustin (rusky Денис Викторович Капустин; * 5. října 1970 Kazaň) je bývalý ruský atlet, který se specializoval na trojskok.

## Kariéra
V roce 1989 se stal ve Varaždínu juniorským mistrem Evropy. Další úspěch zaznamenal o čtyři roky později, když obsadil výkonem 17,19 metru 6. místo na MS v atletice ve Stuttgartu. V roce 1994 získal stříbrnou medaili na halovém ME v Paříži, kde měřil jeho nejdelší pokus 17,35 m. Dál skočil jen další ruský trojskokan Leonid Vološin (17,44 m) a bronz vybojoval jejich krajan Vasilij Sokov (17,31 m). V témže roce vybojoval na evropském šampionátu v Helsinkách výkonem 17,62 m titul mistra Evropy, když do této vzdálenosti skočil až v poslední, šesté sérii.
Na Mistrovství světa v atletice 1997 v Athénách skončil těsně pod stupni vítězů, na 4. místě. V roce 1998 obsadil 10. místo na halovém ME ve Valencii a získal stříbrnou medaili na ME v atletice v Budapešti, kde se stal mistrem Evropy Brit Jonathan Edwards. O rok později se umístil na světovém šampionátu v Seville na devátém místě.

### Sydney 2000
Na letních olympijských hrách 2000 v australském Sydney vybojoval bronzovou medaili. Ve druhé sérii skočil 17,46 m a byl na průběžném prvním místě. Ve třetí sérii se však zlepšil Jonathan Edwards na 17,71 m a v poslední sérii pokusů skočil Kubánec Yoel García o jediný centimetr dál než Kapustin a získal stříbro.

## Osobní rekordy
- hala - (17,47 m - 27. února 1994, Lipsko)
- venku - (17,65 m - 9. července 1998, Oslo)